# فرودگاه نورویچ وارن ایست
 فرودگاه نورویچ وارن ایست (به انگلیسی: Norwich Lt. Warren Eaton Airport) یک فرودگاه همگانی با کد یاتا OIC است که یک باند فرود آسفالت دارد و طول باند آن ۱۴۴۰ متر است. این فرودگاه در شهر نورویچ، نیویورک کشور ایالات متحده آمریکا قرار دارد و در ارتفاع ۳۱۲٫۴ متری از سطح دریا واقع شده است.